# Навобод (Гафуровский район)
Навобод (тадж. Навобод) — село (махалла) в Гафуровском районе Согдийской области Республики Таджикистан. Входит в состав джамоата (сельской общины) Ёва Гафуровского района.
Находится на расстоянии 10 км от райцентра (пгт. Гафуров) и 10 км от центра общины (с. Кучаи Калон).
Население — 1286 чел. (2017).